# Elgin Tower Building
Das Elgin Tower Building, ursprünglich Home Banks Building, ist ein historisch bedeutendes Bürogebäude in Downtown Elgin, Illinois. Der Turm ist 56 Meter (186 ft) hoch und besitzt 15 Geschosse. Es wurde im Jahr 1929 nach einjähriger Bauzeit fertiggestellt und sollte ursprünglich als Sitz für die Home National Bank sowie für den Home National Savings Trust dienen. Kurz nach der Fertigstellung ging die Bank in Folge der Weltwirtschaftskrise zu Grunde. Während des Zweiten Weltkriegs war das Gebäude erneut sehr stark genutzt, da die Nachfrage nach Gütern der Stadt stieg. Dieser Erfolg war jedoch nur zeitlich begrenzt, und die Nachfrage sank in den 1960er Jahren, auch bedingt durch die Schließung der Elgin National Watch Company. Der Turm wurde letztendlich von William R. Stickling gekauft, der mit großen Anstrengungen das Gebäude wieder instandsetzte. Nach seinem Tod ging das Gebäude in den Besitz einer nach ihm benannten Wohltätigkeitsorganisation über, der William R. Stickling Charitable Foundation, die das Gebäude weiterhin instandhält. Diese Instandhaltung soll ein Teil der erhofften Modernisierung von Downtown Elgin sein. Das Gebäude ist eines von nur zwei Gebäuden der Stadt im Stil des Art déco und ist seit 2002 im National Register of Historic Places verzeichnet. Am 4. Mai 2014 fiel ein Fahrstuhl mit hölzerner Ausstattung einem Feuer zum Opfer.

## Geschichte
Elgin wurde 1835 am Fox River gegründet. Im Jahr 1850 verband die Galena and Chicago Union Railroad Elgin mit Chicago und erlaubte so der Kleinstadt, tägliche Lieferungen nach Chicago zu tätigen. 1865 eröffnete die Elgin National Watch Company und wurde einer der Hauptarbeitgeber. Durch den Erfolg des Unternehmens siedelten sich andere an. Im Zuge des wirtschaftlichen Aufschwungs entstanden im späten 19. Jahrhundert viele Banken in der Stadt. 1865 eröffnete die Elgin First National Bank, sieben Jahre später folgte die Home National Bank. Mit der Aurora, Elgin & Fox River Electric Company (1895) und der Chicago, Aurora & Elgin Railroad (1903) folgten weitere Unternehmen, die eine Art Wirtschaftsgeflecht entstehen ließen. Um 1920 gab es viel Gewerbe in Elgin, darunter auch Hotels und ein Woolworth's-Geschäft. Da die Home National Bank damals ein wichtiger Investor war, musste die Bank öfter expandieren. Der Home National Savings Trust war verantwortlich für die Elgin National Gehaltsverwaltung. 1927 beschloss die Leitung des Unternehmens den Bau eines neuen Hauptsitzes, da das alte dreigeschossige Gebäude am Fountain Square nicht länger ausreichte.
Der Bau des Home Banks Buildings begann im März 1928 und wurde von der St. Louis Building & Equipment Company ausgeführt. Im Mai 1929 wurde es fertiggestellt, die Baukosten lagen bei 800.000 USD. Hauptmieter waren die Home National Bank und der Home National Savings Trust. Allerdings wurden auch viele der neuen Büros an lokale Unternehmen vermietet, das Gebäude war zur Eröffnung etwa zu 70 % ausgelastet. Es war der erste Wolkenkratzer der Stadt, was als Beginn einer neuen Ära bezeichnet wurde. Die Bank prahlte mit einem State-of-the-Art-Gewölbe, das sowohl als feuerfest als auch als einbruchssicher galt.
Wie viele anderen Banken brach die die Home National Bank zu Zeiten der Weltwirtschaftskrise zusammen. 1932 erklärte sich die Bank für bankrott. Nur 35 % des Gebäudes blieben belegt. Daraufhin übernahm im August 1932 die First National Bank of Chicago die Verwaltung des Gebäudes. Dem neuen Eigentümer, der das Gebäude in Elgin Tower Building umbenannte, gelang es, die Auslastung des Turms durch ein Bauverbot für andere Gebäude, auf etwa 60 % zu steigern. Später eröffnete ein Walgreens im Erdgeschoss. Mit Ende des Zweiten Weltkriegs 1945 entstand eine große Nachfrage nach Gütern der herstellenden Industrie, was Elgin erneut einen in wirtschaftlichen Aufschwung versetzte. Im gleichen Jahr kaufte der Investor Otto Pelikan das Gebäude. Zwischen den späten 1940ern und den 1950ern war das Gebäude fast komplett vermietet.
Die Auslastung des Elgin Tower Buildings ging in den 1960ern erneut stark zurück, als die Nachfrage nach Gütern sank. 1957 verließ Walgreens das Gebäude, diese Räume wurden anschließend von einem erfolgreichen Restaurant genutzt. 1965 wurde die Elgin National Watch Company geschlossen, was als Zeichen für den Niedergang der Stadt interpretiert wird. Mit dem U.S. Highway 20 entstand außerdem eine Route, die an der Stadt vorbei führte. 1971 ging mit der Eröffnung der Woodfield Mall im nahegelegenen Schaumburg die Nachfrage nach Einzelhandelsflächen zurück. 1980 lag die Auslastung des Elgin Tower Buildings bei nur noch 40 %. Nach dem Tod Pelikans 1967 wechselte das Gebäude mehrmals die Besitzer. 1975 wurde die Fassade von der Familie Williams in der Hoffnung erneuert, Downtown Elgin wirtschaftlich wiederzubeleben. 1978 wurde der Turm von William Stickling gekauft und weiterhin baulich unterhalten. 1996 wurden eine Million USD in die Erneuerungen investiert. 1999 wurden Lichter wurden an der Fassade installiert, um die Bedeutung des Gebäudes zu signalisieren. Nach Sticklings Tod im Jahr 2000 ging das Gebäude in den Besitz der William R. Stickling Charitable Foundation über, die momentan für das Gebäude verantwortlich ist.
1999 wurde der Elgin Tower erweitert, um mietfrei die Downtown Neighborhood Association unterzubringen, die sich um die Modernisierung der Innenstadt bemüht. Am 22. Mai 2002 wurde das Gebäude als Baudenkmal in das National Register of Historic Places aufgenommen.

## Architektur
Das Gebäude steht zwischen der Douglas Avenue und der North Grove Avenue, in einem Viertel, das zu seiner Entstehungszeit unter dem Namen Fountain Square bekannt wurde und heute häufig als die Downtown Area von Elgin bezeichnet wird. Die Brücke der Chicago Street war damals die einzige Brücke über den Fox River. Das 15-geschossige Hochhaus wurde von W. G. Knoebel entworfen und ist eines von nur zwei Gebäuden im Art-déco-Stil in Elgin. Eine zweigeschossige „Basis“ wurde hinzugefügt, die heute vor allem Einzelhandel beherbergt. Der Haupteingang besteht aus zwei Türen mit drei Glasscheiben und wird von Säulen der Korinthischen Ordnung flankiert. Auf den Säulen steht jeweils eine Adlerstatue. In dem Kalkstein im unteren Teil finden sich viele klassische Figuren wie auch Elemente aus dem Art déco. Oberhalb des zweiten Obergeschosses befinden sich ebenfalls sieben als Relief eingearbeitete Adler unterhalb von im Zickzack angeordneten Papageien. Das Haus besitzt Bogenfenster. An der Ostseite sitzt eine Uhr; die Home National Bank hatte das Gebäude ursprünglich als „The Bank with the Clock“ beworben. Die Uhr ist in einem Kasten aus Kupferblech montiert und mit kupfernen und bronzenen Ornamenten verziert.